# Valeriana eriocarpa
Valeriana eriocarpa — вид квіткових рослин родини жимолостевих (Caprifoliaceae).

## Біоморфологічна характеристика
Це однорічна рослина.

## Поширення
Північна Африка, Європа, Туреччина.